# سیرورا
سیرورا (به اسپانیایی: Cervera) یک منطقهٔ مسکونی در اسپانیا است که در سگرا واقع شده‌است. سیرورا ۵۵٫۲ کیلومتر مربع مساحت دارد ۵۴۸ متر بالاتر از سطح دریا واقع شده‌است.